# Egri Berta
Egri Berta, Unterberg (Mezőkövesd, 1890. május 16. – Budapest, Józsefváros, 1950. július 8.) színésznő.

## Pályafutása
Unterberg Adolf és Kohn Karolin leányaként született. Színpadra lépett 1904-ben, Győrött. Játszott ezenkívül Kassán, Pozsonyban, Brassóban, Losoncon, Debrecenben. 1925 és 1938 között a Pécsi Nemzeti Színház társulatának tagja. Budapesten a Városligeti Színkörben stb. 1911. augusztus 26-án Újpesten férjhez ment Szalay Gyula színészhez. Később elváltak. Élete végén Nagykanizsán lakott. Halálát szívizomér-elzáródás, szívgyengeség okozta.